# Copa de Sajonia
La Copa Sajonia es un torneo de fútbol de Alemania, Sajonia es una región alemana. Es una competición creada en 1991 para los clubes de dicha región que juegan en 3. Liga, la Regionalliga Nord, la NOFV-Oberliga, la Sachsenliga (la Liga Sajona), los cuatro Landesklassen, de la Bezirksliga; así como los ganadores de la copa de los 13 distritos de Sajonia. Se trata de una de las 21 competiciones de copa regionales en Alemania.
Los ganadores anuales se califican automáticamente para la Copa de Alemania, de la temporada siguiente.

## Palmarés
| Fecha | Estadio                                            | Campeón               | Finalista                   | Resultado    |
| ----- | -------------------------------------------------- | --------------------- | --------------------------- | ------------ |
| 1991  | Waldstadion - Limbach-Oberfrohna                   | SpVgg Zschopau        | FC Wismut Aue II            | 4–1          |
| 1992  | Stadion der Jugend - Kamenz                        | Bischofswerdaer FV 08 | FSV Hoyerswerda             | 2–0          |
| 1993  | Alfred-Kunze-Sportpark - Leipzig                   | Sachsen Leipzig       | Dresdner                    | 2–0          |
| 1994  | Alfred- Kunze- Sportpark - Leipzig                 | Sachsen Leipzig       | VFC Plauen                  | 2–1          |
| 1995  | Alfred- Kunze- Sportpark - Leipzig                 | Sachsen Leipzig       | Dinamo Dresde II            | 2–0          |
| 1996  | Stadion an der Gellertstraße - Chemnitz            | VfB Leipzig II        | Chemnitzer FC II            | 2–1          |
| 1997  | Stadion an der Gellertstraße - Chemnitz            | Chemnitzer            | Dresdner SC                 | 3–0          |
| 1998  | Stadion an der Gellertstraße - Chemnitz            | Chemnitzer            | Erzgebirge Aue              | 1–1 (5-4 p.) |
| 1999  | Vogtlandstadion - Plauen                           | VFC Plauen            | FC Erzgebirge Aue           | 0–0 (4-3 p.) |
| 2000  | Erzgebirgsstadion - Aue                            | Erzgebirge Aue        | VfB Leipzig                 | 2–2 (5-3 p.) |
| 2001  | Westsachsenstadion - Zwickau                       | Erzgebirge Aue        | FSV Zwickau                 | 3–1          |
| 2002  | Westsachsenstadion - Zwickau                       | Erzgebirge Aue        | FSV Zwickau                 | 1–1 (5-4 p.) |
| 2003  | Vogtlandstadion - Plauen                           | Dinamo Dresde         | VFC Plauen                  | 3–2          |
| 2004  | Vogtlandstadion - Plauen                           | VFC Plauen            | Dinamo Dresde               | 1–0          |
| 2005  | Zentralstadion - Leipzig                           | Sachsen Leipzig       | Chemnitzer                  | 2–1          |
| 2006  | Vogtlandstadion - Plauen                           | Chemnitzer            | VFC Plauen                  | 1–0          |
| 2007  | Erzgebirgsstadion - Aue                            | Dinamo Dresde         | Erzgebirge Aue II           | 2–0          |
| 2008  | Stadion an der Gellertstraße - Chemnitz            | Chemnitzer            | Sachsen Leipzig             | 1–0          |
| 2009  | Zentralstadion - Leipzig                           | Dinamo Dresde II      | VFC Plauen                  | 2–1          |
| 2010  | Stadion an der Gellertstraße - Chemnitz            | Chemnitzer            | Erzgebirge Aue              | 3–2          |
| 2011  | Red Bull Arena - Leipzig                           | RB Leipzig            | Chemnitzer                  | 1–0          |
| 2012  | Stadion auf dem Pfaffenberg - Hohenstein-Ernstthal | Chemnitzer            | VfL 05 Hohenstein-Ernstthal | 5–4          |
| 2013  | Red Bull Arena - Leipzig                           | RB Leipzig            | Chemnitzer                  | 4–2          |
| 2014  | Friedrich-Ludwig-Jahn Stadion - Neugersdorf        | Chemnitzer            | Oberlausitz Neugersdorf     | 3–2          |
| 2015  | Sportforum "Sojus 31" - Zwickau                    | Chemnitzer            | FSV Zwickau                 | 2–0          |
| 2016  | Erzgebirgstadion - Aue                             | Erzgebirge Aue        | FSV Zwickau                 | 1–0          |
| 2017  | Bruno-Plache-Stadion - Leipzig                     | Chemnitzer            | Lokomotive Leipzig          | 2–1          |

### Títulos por club
| Club                  | Títulos | Años campeón                                         |
| --------------------- | ------- | ---------------------------------------------------- |
| Chemnitzer            | 9       | 1997, 1998, 2006, 2008, 2010, 2012, 2014, 2015, 2017 |
| Sachsen Leipzig       | 4       | 1993, 1994, 1995, 2005                               |
| Erzgebirge Aue        | 4       | 2000, 2001, 2002, 2016                               |
| VFC Plauen            | 2       | 1999, 2004                                           |
| Dinamo Dresde         | 2       | 2003, 2007                                           |
| RB Leipzig            | 2       | 2011, 2013                                           |
| SpVgg Zschopau        | 1       | 1991                                                 |
| Bischofswerdaer FV 08 | 1       | 1992                                                 |
| VfB Leipzig II        | 1       | 1996                                                 |
| Dinamo Dresde II      | 1       | 2009                                                 |

- Datos: Q461090
- Multimedia: Sachsenpokal / Q461090